# America's Little House
America's Little House («La pequeña casa de los Estados Unidos») era una casa de demostración temporal ubicada en la esquina noreste de Park Avenue y East 39th Street en Murray Hill (Manhattan), Ciudad de Nueva York. Fue diseñado por el arquitecto Roger Bullard con la ayuda del arquitecto Clifford C. Wendehack. La casa fue construida en 1934 y el proyecto fue organizado por la campaña Better Homes in America para promover la propiedad de viviendas unifamiliares, la modernización y la mejora. El garaje de la casa incluía un estudio de transmisión de radio utilizado por Columbia Broadcasting System (CBS).
La casa era una casa de estilo neocolonial georgiano, de tres habitaciones y garaje, rodeada de césped y una cerca blanca. La casa de ocho habitaciones fue diseñada para que la familia estadounidense promedio pudiera costearla. La casa se cerró en 1935 después de atraer a 166 000 visitantes; en 1954 se construyó un edificio de oficinas en el sitio.

## Antecedentes

### Movimiento Better Homes in America
El movimiento Better Homes in America («Mejores Viviendas en Estados Unidos») se asoció con el gobierno federal para construir «casas de demostración» en varias ciudades del país. Uno de los principales objetivos de la casa modelo era demostrar los beneficios de los hogares estandarizados y gestionados científicamente. America's Little House fue una exposición de gran visibilidad que presentó métodos nuevos y mejorados de diseño, mejoras y tareas domésticas basados en los principios de la administración científica de Frederick W. Taylor, el «Padre de la Ciencia de la Administración Moderna».
Better Homes in America se inició en 1922 como un proyecto educativo, no comercial, para fomentar la propiedad de vivienda, la innovación y la modernización en Estados Unidos. Fue iniciado por el presidente Warren G. Harding y el entonces secretario de Comercio Herbert Hoover. Más de 9000 comunidades participaron en el proyecto. Esto no incluyó a la ciudad de Nueva York, la ciudad más grande de Estados Unidos, hasta 1934. Marie Mattingly Meloney, presidenta del Comité de Nueva York de Better Homes in America y cofundadora del movimiento nacional, quería construir la casa en Nueva York debido a «la importancia de una demostración metropolitana de altos estándares de arquitectura y construcción, y de un mobiliario y una planificación paisajística cuidadosamente presupuestados». La Sra. Meloney, esposa de William Brown Meloney y amiga íntima de Eleanor Roosevelt, fue fundamental para que la casa se construyera en el terreno baldío. La sede del Comité de Nueva York de Better Homes in America estaba ubicada cerca, en 101 Park Avenue.

### Sitio
El sitio de la casa de demostración temporal en la esquina noreste de Park Avenue y East 39th Street era parte de un terreno baldío ubicado tres cuadras al sur de Grand Central Terminal que había tenido tres intentos fallidos de reurbanización durante los seis años anteriores. En general, la propiedad tenía un frente de 123,6 pies (37,7 m) en Park Avenue y 155 pies (47,2 m) en la calle 39 Este. Anteriormente constaba de diez casas de piedra rojiza (números 81 a 91 de Park Avenue y números 101 a 107 de East 39th Street). Uno de estos edificios (91 Park Avenue) había sido la residencia de Andrew Haswell Green, quien fue asesinado frente a esta casa el 13 de noviembre de 1903. El edificio adyacente en 89 Park Avenue fue la residencia de George R. Sheldon en 1890.
Las propiedades habían sido adquiridas por un sindicato en la década de 1920, que había planeado construir un gran edificio de oficinas, pero la oposición de los residentes locales y la Gran Depresión paralizaron el proyecto. El inmueble fue vendido por ejecución hipotecaria a principios de 1932, adquirido por el Bowery Savings Bank y vendido a la 85 Park Avenue Corporation, que presentó planes para construir un hotel de seis pisos en el sitio en abril de 1932. Comenzó la demolición de los edificios del lugar, pero tres meses después el American University Club de Nueva York anunció que había firmado un contrato para comprar el sitio para la construcción de una casa club. En esa época, el barrio albergaba otros clubes universitarios y sociales, entre ellos el Princeton Club, el Cornell Club, el Union League Club, el Williams Club y el Yale Club. Estaba previsto que la casa club se completara en febrero de 1933, pero el proyecto se retrasó y finalmente fue abandonado. A principios de 1934, el lugar fue despejado de los edificios parcialmente demolidos.
Las propiedades de Park Avenue se vendieron en subasta por ejecución hipotecaria el 24 de julio de 1934. Los planes para construir una casa modelo para fines de exhibición en una parte del sitio se habían presentado el 19 de julio de 1934. El terreno valuado en un millón de dólares fue donado por el Bowery Savings Bank durante un año; el dinero recaudado con la entrada de diez centavos a los visitantes se utilizó para pagar los impuestos sobre la propiedad. El Departamento de Parques de la Ciudad de Nueva York se encargó del paisajismo de la parte adyacente del terreno vacante a lo largo de East 39th Street.

## Construcción y apertura
El 30 de julio de 1934, el alcalde de la ciudad de Nueva York, Fiorello La Guardia, dio inicio a la construcción del sitio de Park Avenue y Eleanor Roosevelt colocó la piedra angular de mármol negro el 25 de septiembre de 1934. Ese mismo día, la señora Roosevelt y la señora Maloney hablaron en una transmisión de radio nacional sobre la apertura de la casa de demostración. La casa fue abierta al público el 6 de noviembre de 1934.

## Expertos
El gobierno federal reunió a un equipo de expertos en diversos campos relevantes, incluida la arquitectura, el diseño de interiores, la jardinería y la eficiencia, para desarrollar planes universales que pudieran usarse para mejorar cualquier casa. La casa fue diseñada por los arquitectos Roger Bullard y Clifford C. Wendehack. Bullard, con la ayuda de Wendehack, diseñó la Pequeña Casa de América en el estilo arquitectónico georgiano, simple y práctico. Elizabeth Parker, con la ayuda de Emily Post, seleccionó, presupuestó y organizó los muebles. La Dra. Lillian Moller Gilbreth organizó la cocina de bajo consumo energético, junto con la habitación infantil y el lavadero (una nueva combinación de lavadero y cuarto de costura). Annette Hoyt Flanders diseñó el jardín, trabajando en conjunto con J. W. Johnston, el presidente general del Comité de Jardines.

### Arquitectónico
Los expertos fueron seleccionados cuidadosamente por su excelencia en sus campos después de una extensa investigación. Los arquitectos que diseñaron la casa, Roger Bullard y Clifford Wendehack, fueron elegidos debido a su experiencia previa y éxito con el programa Better Homes in America. Bullard había ganado previamente el concurso de casas pequeñas Better Homes in America de 1933 por su diseño de una cabaña en Rynwood para Samuel Agar Salvage. Wendehack, junto con Donn Barber, había construido la primera casa de demostración para National Better Homes en Washington D. C., en 1923. Diseñaron la casa para que pudiera construirse a un costo de 8000 dólares en la mayor parte del este de los Estados Unidos (fuera de las áreas metropolitanas); podría construirse a un costo reducido en otras partes del país que tenían menores gastos de mano de obra y materiales. La casa fue diseñada en el estilo típico de casa de época con un exterior de estilo neocolonial de Georgia (por su diseño neutral).
Bullard recortó aproximadamente el 30 por ciento (o $4000) del diseño inicial de la casa para ahorrar costos. Quitó la fachada de ladrillo (ahorrando más de $1190); redujo el tamaño del sótano (ahorrando más de $150); reemplazó el techo de pizarra con un techo de tejas (ahorrando más de $295); usó una terraza abierta para la cocina (ahorrando más de $70); y usó bandejas deslizantes en los armarios (ahorrando más de $40), así como algunas otras modificaciones para reducir costos, que totalizaron alrededor de $3000. Para ahorrar otros $1000, redujo el área total de la casa quitando un pasillo y haciendo algunas habitaciones más pequeñas. El tamaño total se redujo de 39 361 a 30 376 ft³ (1114,6 a 860,2 m³); la profundidad se redujo de 61 a 51 pies (18,6 a 15,5 m) y el ancho se redujo de 38 a 35 pies (11,6 a 10,7 m).

### Eficiencia y limpieza
Lillian Gilbreth fue una pionera en la gestión científica del hogar. Ella diseñó tres de las habitaciones de America's Little House: la cocina, la guardería y el lavadero. Marie Meloney trabajó anteriormente con Lillian Gilbreth cuando Gilbreth trabajaba en un modelo de cocina más grande para el New York Herald Tribune Institute, la rama de investigación sobre administración del hogar del periódico Herald Tribune, y su libro, «Kitchen Practical», apareció en el periódico. Meloney, quien era director del Instituto, contrató entonces a Gilbreth para diseñar un 10 por 12 pies (3 por 3,7 m) cocina, un laboratorio de cocina y dos cocinitas pequeñas. Meloney intentó sin éxito contratar a Gilbreth para un alto puesto en Better Homes in America, en 1933. Aunque Gilbreth no aceptó el puesto en Better Homes in America, accedió a trabajar en America's Little House. Gilbreth utilizó el mismo diseño de cocina para America's Little House, llamándola America's Little Kitchen («La pequeña cocina de América»).
Gilbreth conocía bien los ideales de «gestión científica» de Frederick Winslow Taylor, ya que su marido había trabajado para Taylor como consultor de eficiencia y se convirtió en uno de los principales defensores del sistema. Gilbreth diseñó la cocina con la eficiencia en mente. Incluyó espacios de trabajo redondeados y encimeras a una altura estandarizada según la distancia desde el suelo hasta el codo del ama de casa.

### Paisajismo y jardinería
Annette Hoyt Flanders, la arquitecta paisajista del proyecto, organizó un diseño de jardín que tuvo en cuenta los gastos y la practicidad para el propietario promedio. Su diseño promovía un coste mínimo tanto para la ejecución del jardín como para su posterior mantenimiento. Ofreció un presupuesto de cinco años para el jardín para cualquiera que quisiera construir su propio jardín. El jardín tenía un 2 pies (0,6 m) capa de tierra vegetal dentro del patio cercado.
Flandes también implementó un patio de juegos, un patio de secado, césped y un baño para pájaros en la parte trasera de la casa. Incluía árboles de manzano, cornejo y arce. Se plantaron en el jardín cuatro manzanos, traídos desde Nueva Jersey; podían producir 36 manzanas al año.

### Diseño de interiores
Elizabeth Parker, diseñadora de interiores del proyecto, ayudó a mostrar cómo los estadounidenses podían utilizar mejor el espacio dentro de sus hogares. Parker trabajó con Emily Post, quien era conocida por su trabajo en etiqueta y diseño de interiores. Demostraron cómo se podía aprovechar al máximo un espacio limitado con un coste mínimo para el propietario, utilizando diseños y colores para crear la impresión de un espacio más grande. Para tal efecto, incluyeron grandes ventanales con cortinas, paredes blancas y alfombras grises.

## Marketing

### Radiodifusión y patrocinio
Columbia Broadcasting System (CBS) fue uno de los patrocinadores de la casa y contribuyó con 50 000 dólares al proyecto, que incluyó la construcción de un estudio de transmisión en el garaje de la casa. William S. Paley, presidente de CBS, fue uno de los patrocinadores de la campaña Better Homes. Se citó a Paley respecto a la casa diciendo:
 
El estudio se utilizó para transmitir tres programas de radio nacionales cada semana relacionados con la campaña Better Homes in America y mejoras en el hogar con publicidad de fabricantes cuyos productos estaban incluidos en la construcción o el mobiliario de la casa. Un pasillo adyacente al estudio servía como galería de observación y permitía a los visitantes ver las transmisiones.
El programa de radio «America's Little House» se transmitió a 100 estaciones de todo el país y la mayoría de los estadounidenses conocieron la casa a través del programa de radio. La primera transmisión, el 22 de octubre de 1934, incluyó a la autora Pearl S. Buck como oradora invitada. Buck exclamó:
 
Una transmisión en junio de 1935 incluyó la concesión de la medalla de oro de un concurso de arquitectura a Richard Neutra; los diseños ganadores del concurso patrocinado por Better Homes in America y Architectural Forum se exhibieron en el estudio de la casa. La última transmisión radial tuvo lugar el 4 de noviembre de 1935, durante la cual la oradora invitada Marie Meloney analizó cómo el movimiento Better Homes se había convertido en parte de un proyecto de investigación en la Universidad Purdue (Better Homes in America se disolvió en 1935 y sus fondos se transfirieron a la Housing Research Foundation de Purdue).

### Fotografía
Richard Averill Smith fue contratado para fotografiar la casa. Tomó fotografías de la casa desde un ángulo bajo para enfatizar la yuxtaposición entre la casa y los rascacielos circundantes de la ciudad de Nueva York. Sus fotografías fueron incluidas en numerosas revistas y periódicos de la época, así como en el folleto «America's Little House» que se proporcionaba a los visitantes de la casa. En la actualidad, las fotografías se pueden encontrar en la Colección de fotografías de Richard A. Smith del Museo Histórico de Nueva York.

### Visitantes
Sólo en su primer mes, más de 42 000 personas visitaron la casa. Entre los primeros visitantes de la casa se encontraban Lou Henry Hoover (esposa del presidente Herbert Hoover) y Grace Coolidge (esposa del presidente Calvin Coolidge). Herbert Hoover visitó America's Little House en febrero de 1935. Antes de comenzar su gira, dijo: «Busco algo imperfecto, no me gustaría vivir en una casa donde todo estuviera perfecto». Le interesó especialmente la habitación de los niños y, al ver su armario, comentó: «No hay excusa para que los niños pequeños tiren la ropa al suelo cuando tienen ganchos como esos, pero no serían niños si no los tuvieran». Better Homes in America se había convertido en parte del gobierno federal en 1924, bajo el Departamento de Comercio, mientras que Hoover se desempeñaba como Secretario de Comercio durante la presidencia de Coolidge. La casa recibió a su visitante número 100 000 en marzo de 1935, y el invitado recibió un ramo de rosas y fue recibido por el exgobernador de Nueva York Alfred E. Smith.

## Cierre y reurbanización
En octubre de 1935 se anunció que la casa cerraría al mes siguiente, momento en el que ya la habían visitado más de 160 000 personas. La casa cerró el 3 de noviembre de 1935. Un total de 166 000 personas visitaron la casa de demostración durante el período de doce meses en que estuvo abierta al público. La demolición del sitio comenzó el 12 de noviembre de 1935. Las puertas de la casa y muchos de los muebles interiores fueron vendidos a anfitrionas que habían trabajado en la casa y se habían casado recientemente o se casarían pronto, o a miembros del Comité de Nueva York de Better Homes in America.

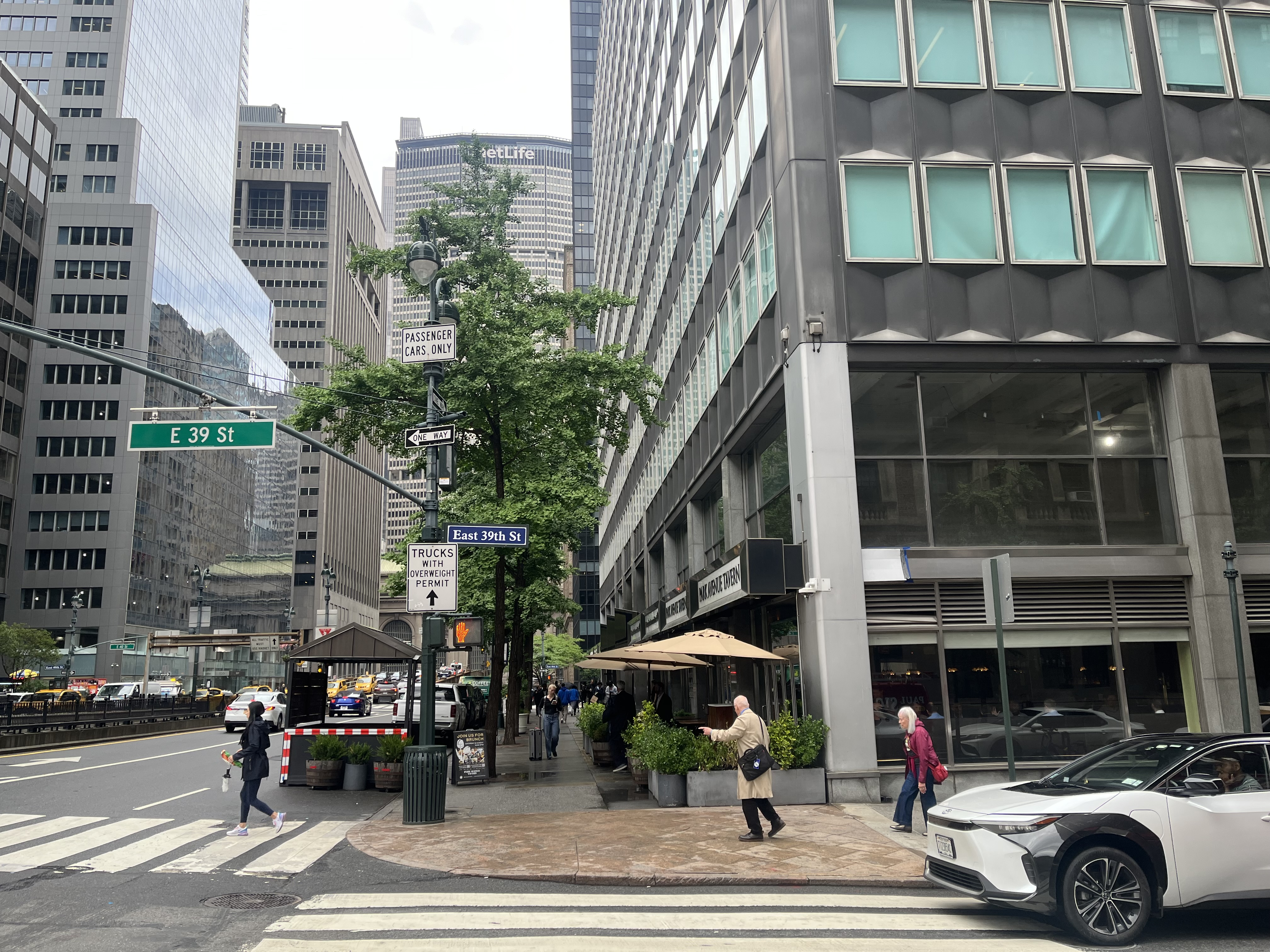
La esquina noreste de Park Avenue y East 39th Street en 2025.

Después de que America's Little House fue demolida, fue reemplazada por otra casa de exposiciones temporales llamada The House of the Modern Age («La casa de la era moderna»), que fue diseñada por William van Alen (el arquitecto del Edificio Chrysler) y construida con paredes de paneles de acero prefabricados. La casa modelo diseñada por Van Alen fue posteriormente comprada y reensamblada en Gloucester (Virginia); se construyó una copia como vivienda privada en Sea Gate (Brooklyn).
El sitio fue posteriormente adquirido por la ciudad y se presentaron planes en 1938 para construir un palacio de justicia de siete pisos que serviría como reemplazo del División de Apelación del Palacio de Justicia del Estado de Nueva York ubicado en laa Avenida Madison y East 25th Street; estos planes se abandonaron cuando el palacio de justicia existente fue renovado y ampliado. Mientras tanto, la propiedad fue arrendada por Rip's Tennis Courts, que contenía tres canchas, era operada por Robert «Rip» Dolman y alguna vez ofreció clínicas impartidas por Bill Tilden. La propiedad fue vendida por la ciudad en una subasta en 1950 a un sindicato que planeaba construir un edificio de oficinas en el sitio. El antiguo sitio de America's Little House está ocupado ahora por el National Distillers Building de 26 pisos, que fue diseñado por Emery Roth & Sons y terminado en 1954; el edificio actual en 99 Park Avenue abarca toda la fachada de la cuadra en el lado este de Park Avenue entre las calles 39 y 40 Este.

## Reproducciones
Los planos fueron vendidos a propietarios que querían construir su propia versión deAmerica's Little House. En 1934, los propietarios de viviendas podían comprar el juego completo de planos, diseños y especificaciones por 35 dólares; podían pagar 30 dólares si solo querían los planos y diseños. Los planes eran similares a los de America's Little House, excepto por lo siguiente: un garaje para un automóvil reemplazó el estudio de transmisión; un cuarto de lona o estudio reemplazó la sala de control del estudio de transmisión; el más pequeño de los dos armarios en el dormitorio principal se hizo más profundo; varias habitaciones requerían pisos de roble terminado en lugar de linóleo; y el sistema de calefacción podría ser sustituido (con la provisión de un conducto de caldera en la chimenea). Se vendieron un total de 16 juegos de planos a personas interesadas en construir su propia copia de la casa modelo. En el momento de su cierre, se había completado una copia de America's Little House en el norte del estado, en Cobleskill, y otras estaban en construcción en Troy (Nueva York), y en Baltimore.
A partir de 2021, se puso a la venta una réplica de America's Little House ubicada en Fairfield (Connecticut); se realizaron modificaciones a esta casa de  3114 pies cuadrados (289 m²) que incluyó la adición de una cocina de chef con una sala familiar contigua; el reemplazo del garaje para un automóvil por un garaje para dos automóviles; y el reemplazo del lavadero por un lavadero.

## Lectura adicional
- Borrman, Kristina (2017). «One Standardized House for All: America's Little House». Buildings & Landscapes: Journal of the Vernacular Architecture Forum 24 (2): 37-57. ISSN 1934-6832. doi:10.5749/buildland.24.2.0037.
- America's Little House. Nueva York: Better Homes in America. 1934. OCLC 3199044.